# Just for Fun (Buch)
Just for Fun – Wie ein Freak die Computerwelt revolutionierte (Originaltitel: Just for Fun – The story of an accidental revolutionary) ist ein Buch von Linus Torvalds und David Diamond über die Geschichte und Entwicklung des Linux-Kernels und ist gleichzeitig eine Art Biografie von Torvalds. Die englische Originalausgabe erschien 2001. Die deutsche Ausgabe stand auf der Bestsellerliste der ZEIT.

## Inhalt
Das Buch beginnt mit den ersten Erfahrungen mit Computern, die Torvalds als Kind machte, berichtet über die ersten Kontakte mit Unix und sehr detailliert über die ersten Schritte auf dem Weg zu dem neuen Betriebssystem. Dabei werden viele Fragen beantwortet, unter anderem wie es zu dem Namen Linux kam oder wieso Torvalds sich entschied, das System unter der GPL zu veröffentlichen, so dass Zitate aus diesem Buch oft zu finden sind, wenn diese Themen diskutiert werden (Siehe auch Geschichte von Linux).
Unterbrochen wird der Erzählfluss von unterschiedlich langen Abschnitten über Gespräche zwischen den Autoren oder Aktivitäten während des Schreibens, die im Gegensatz zum Rest des Buches aus der Sicht von Diamond geschrieben sind. Er versucht so ein Bild von dem Privatmann Torvalds und seiner Familie zu zeichnen.

## Ausgaben
Es gibt Ausgaben in vielen verschiedenen Sprachen (darunter auch Finnisch und Schwedisch).

### Englische Ausgaben
- Hardcover: ISBN 0-06-662072-4
- Paperback: ISBN 0-06-662073-2
- Audiokassette (gekürzt): ISBN 0-694-52539-1
- Audio-CD (gekürzt): ISBN 0-694-52544-8

### Deutsche Ausgaben
- Festeinband: Hanser Verlag, 2001, ISBN 3-446-21684-7
- dtv-Taschenbuch: 6. Auflage, 2010, ISBN 3-423-36299-5

## Rezensionen
Ingrid Hielle von der Frankfurter Allgemeinen Zeitung bewertet die Absicht von Linus Torvalds, „ein „Spaß-Buch“ zu gestalten, ein Buch, das ihm selbst beim Abfassen und dem Leser bei der Lektüre Spaß machen sollte“, als „gelungen“.
Für Markus Mathys von Spektrum der Wissenschaft ist das Buch „beileibe nicht für Computerfreaks maßgeschneidert, sondern für den interessierten Laien“. Mathys lobt, dass ein „guter Index“ vorhanden sei, bemängelt jedoch, dass ein Literaturverzeichnis fehle.